# Voorzitter van de Europese Commissie

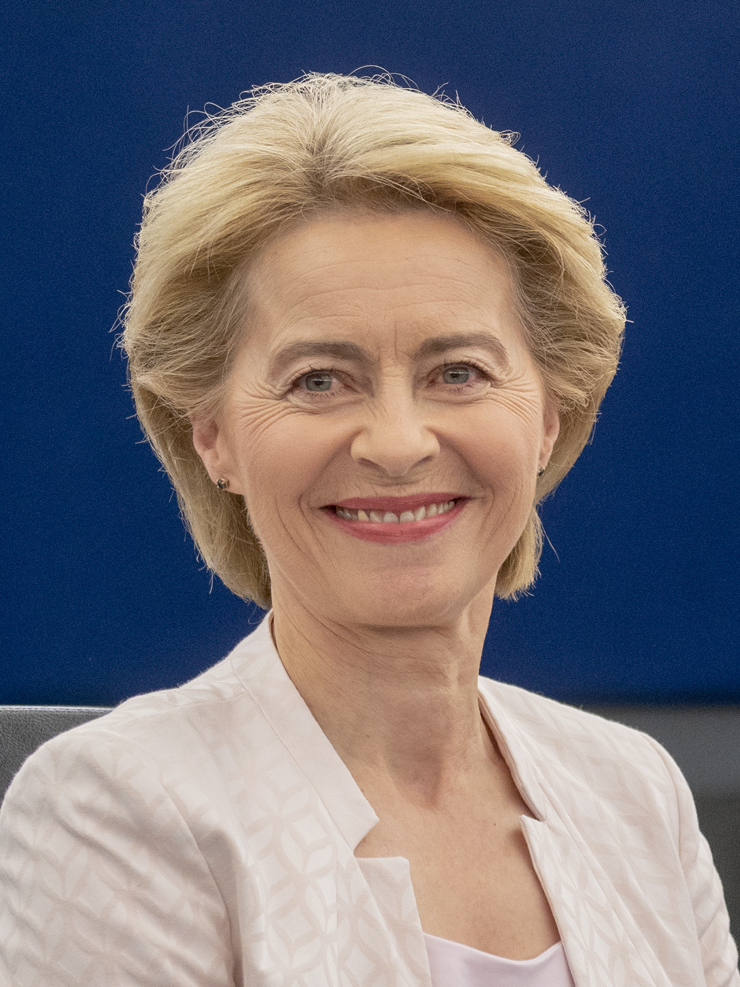
Ursula von der Leyen, voorzitter van de Europese Commissie sinds 2019

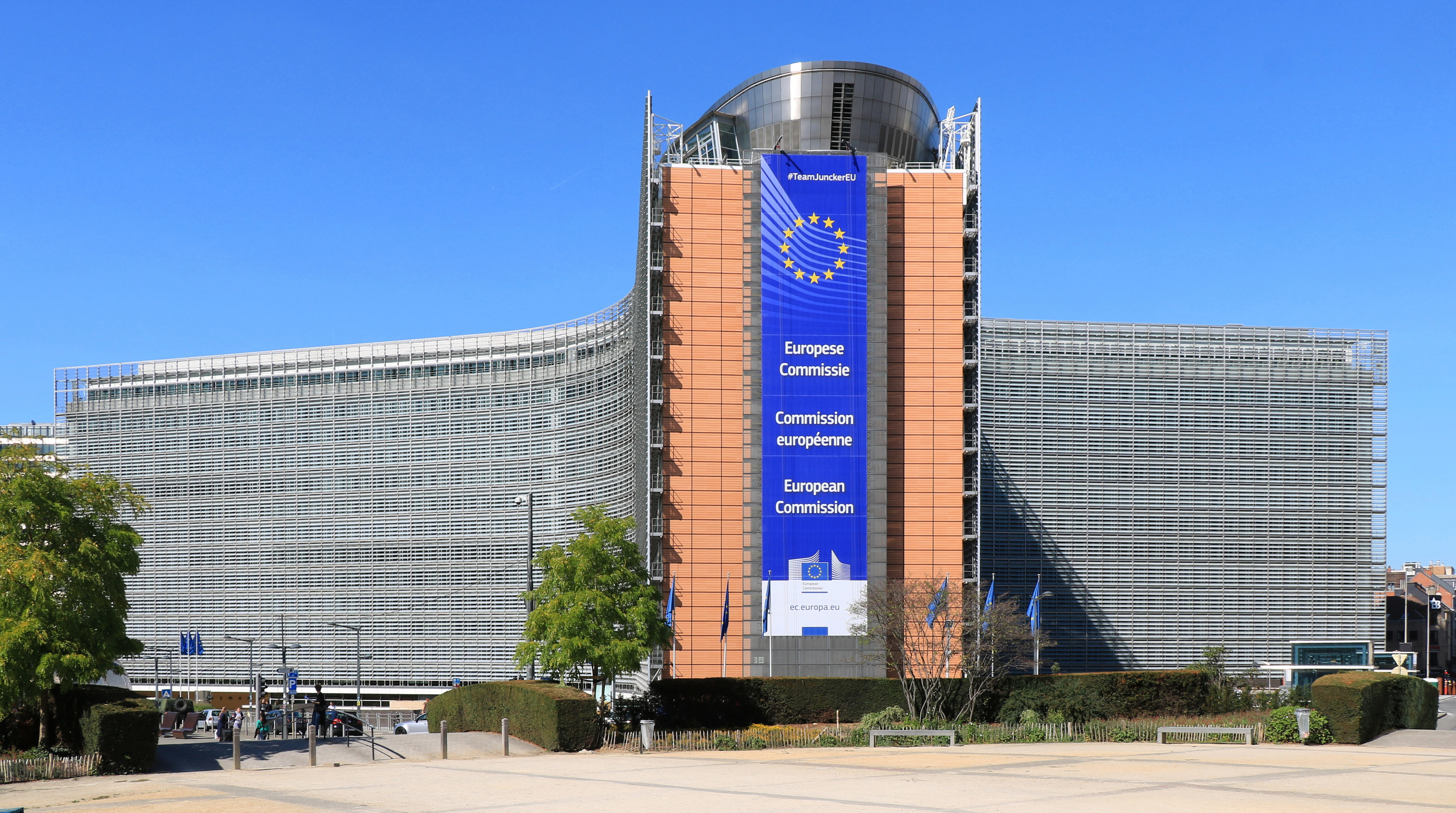
Hoofdkwartier van de Europese Commissie in Brussel (Berlaymontgebouw)

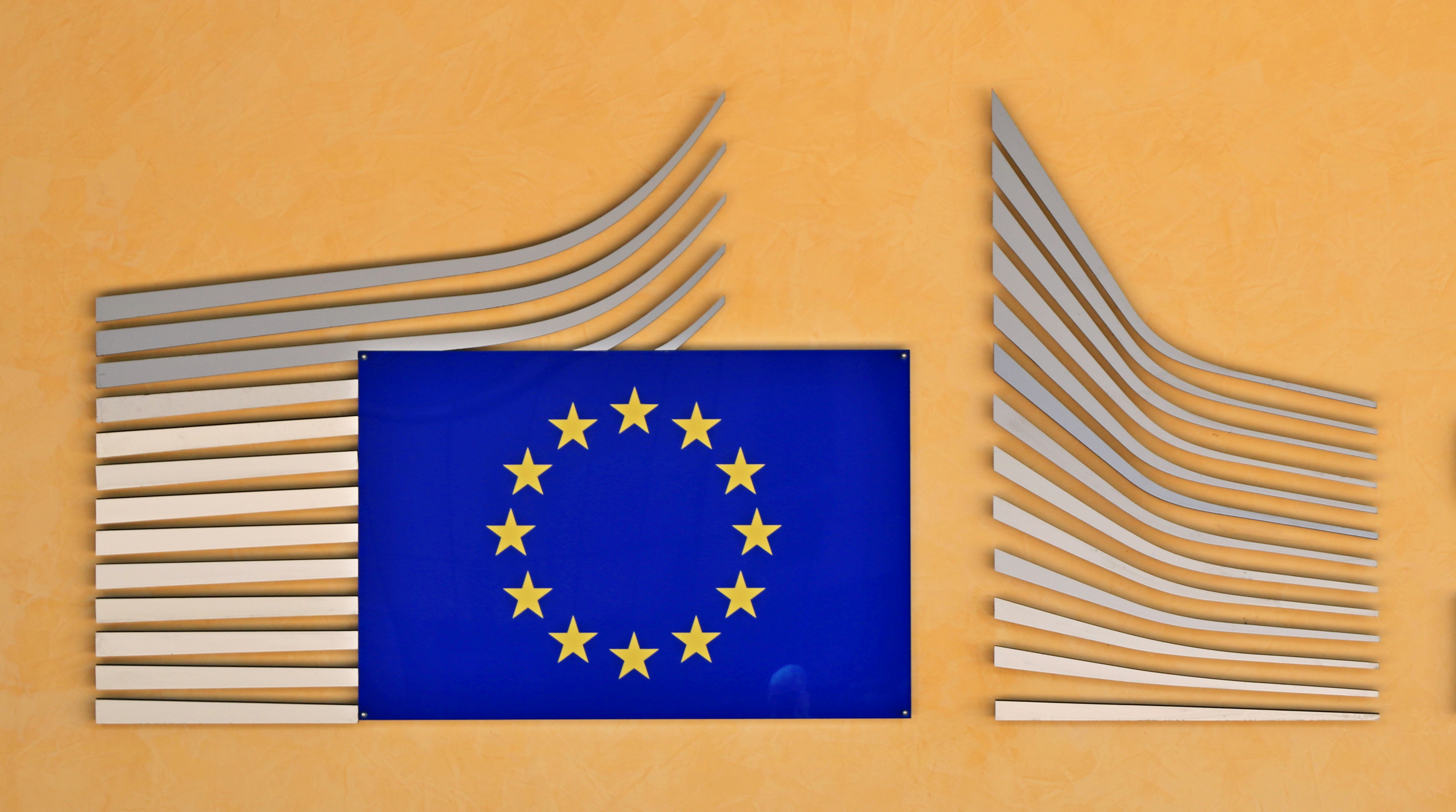
Logo van de Europese Commissie bij de ingang van het Berlaymontgebouw (gestileerde evocatie van het gebouw)

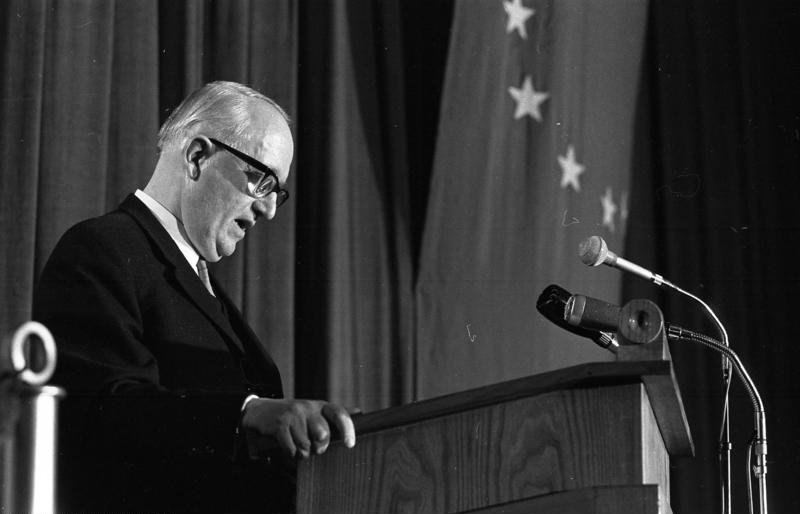
Walter Hallstein, de eerste voorzitter van de Europese Commissie

De voorzitter van de Europese Commissie is een van de invloedrijkste functies in de Europese Unie. De functie bestaat al sinds 1957. Als voorzitter van de uitvoerende macht van de Europese Unie is de functiehouder verantwoordelijk voor het verdelen van de portefeuilles van de overige leden van de Commissie en kan deze ook herverdelen als daar een noodzaak toe bestaat. De voorzitter bepaalt de politieke agenda van de Commissie en welke wetsvoorstellen zij produceert (de Commissie is de enige instelling van de Europese Unie die Europese wetten kan voorstellen).
In 2014 trok het Europees Parlement meer macht naar zich toe inzake de aanstelling van de commissievoorzitter. Voorheen werd de commissievoorzitter voorgedragen door Europese Raad en moest die daarna goedgekeurd worden door het parlement na verantwoording.
In 2014 droegen alle fracties in het parlement een Spitzenkandidaat voor bij de verkiezingen voor het Europees Parlement. De Spitzenkandidaat van de grootste fractie wordt vervolgens voorgedragen bij de Europese Raad van Regeringsleiders. 
De Europese Raad koos in 2014 uit de kandidaten, ook rekening houdend met de verkiezingsuitslag van het Europees parlement. Ze hoeft daarom niet voor de kandidaat uit de grootste fractie te kiezen, maar ze moet het wel in rekening nemen.  De kandidaat die door de Europese Raad werd uitgekozen moet verantwoording afleggen in het Europees Parlement en wordt daarna verkozen of afgekeurd door dit parlement.
Bij de eerste toepassing van deze procedure in 2014 stelde het parlement, dat alleen een voordracht van hun kandidaat, de Spitzenkandidaat van de grootste fractie, zou worden goedgekeurd. Zo bevocht het parlement de eigen inbreng en die van de kiezers. Bij de volgende verkiezingen, in 2019, werd het systeem niet gevolgd. Of bij volgende verkiezingen nog Spitzenkandidaten voorgedragen worden is nog onduidelijk.
De huidige voorzitter van de Europese Commissie is Ursula von der Leyen. Zij is per 1 december 2019 benoemd als de dertiende en eerste vrouwelijke voorzitter. Von der Leyen is lid van de Europese Volkspartij en was voordien minister van Defensie van Duitsland.

## Geschiedenis
Bij de instelling van de Europese Commissie in 1957 werd ook de post van voorzitter van diezelfde commissie ingesteld. Aanvankelijk was de voorzitter bedoeld als eerste onder zijn gelijken, maar hij kreeg in de loop der tijd een grotere invloed op de Europese Gemeenschap. Met Jacques Delors als voorzitter werd de functie meer en meer presidentieel ingevuld.
Sinds 1952 was er al sprake van samenwerking binnen de Europese Gemeenschap voor Kolen en Staal en bestond er ook een bijbehorende Hoge Autoriteit. In 1957 werd de Europese Commissie ingesteld middels het Verdrag van Rome, en ze verving de Hoge Autoriteit van de EGKS en de Commissie van Euratom in 1967.
De eerste voorzitter was de Duitser Walter Hallstein, die een begin maakte met het consolideren van Europese wet- en regelgeving. Zijn werk had weerslag op de nationale wetgeving.
Hallstein begeleidde de invoering van een gemeenschappelijk landbouwbeleid, dat de Europese Gemeenschap haar eigen financiële middelen zou geven en tegelijk een deel van de macht van de Europese Raad naar het Europees Parlement en de Europese Commissie zou doen verschuiven. Daarnaast zou dit beleid een einde betekenen voor het vetorecht van de Europese Raad over landbouwbeleid. Hallstein ondervond hier vrijwel onmiddellijk heftige tegenwerking van Frankrijk, uiteindelijk zelfs resulterend in het terugroepen van de Franse commissaris na de beschuldiging dat Hallstein zich als een staatshoofd gedroeg. Hoewel de meningsverschillen uiteindelijk werden bijgelegd in een compromis, zou Hallstein niet herbenoemd worden.
Hallsteins werk had er echter wel voor gezorgd dat de Europese Commissie een rol van betekenis zou gaan spelen in de Europese politiek. In de jaren 70 werd deze positie versterkt door de voorzitters Jean Rey (die de financiële middelen veiligstelde) en Roy Jenkins (die als eerste namens de Commissie deelnam aan een G7-top).
Tijdens de jaren 70 namen de Europese idealen echter af, en bleek de voorzitter van de Commissie een van de weinige overgebleven voorvechters te zijn van de Europese gedachte.

## Taken van de voorzitter
De voorzitter van de Commissie:
- stelt de richtlijnen vast met inachtneming waarvan de Commissie haar taak vervult;
- beslist over de interne organisatie van de Commissie en waarborgt zodoende de samenhang, de doeltreffendheid en het collegiale karakter van haar optreden;
- benoemt andere vicevoorzitters dan de hoge vertegenwoordiger van de Unie voor buitenlandse zaken en veiligheidsbeleid, uit de leden van de Commissie.

## Lijst van voorzitters
| #     | Voorzitter       | Voorzitter             | Voorzitter                          | Termijn                              | Nationale partij | Europese politieke partij | Commissie       | Stroming                         | Land                     |
| ----- | ---------------- | ---------------------- | ----------------------------------- | ------------------------------------ | ---------------- | ------------------------- | --------------- | -------------------------------- | ------------------------ |
| 1     |                  | Walter Hallstein       | Walter Hallstein (1901–1982)        | 10 januari 1958 – 6 juli 1967        | CDU              | EVP                       | Hallstein I     | Rechts / Conservatisme           | Bondsrepubliek Duitsland |
| 1     | Hallstein II     | Walter Hallstein       | Walter Hallstein (1901–1982)        | 10 januari 1958 – 6 juli 1967        | CDU              | EVP                       |                 | Rechts / Conservatisme           | Bondsrepubliek Duitsland |
| 2     |                  | Jean Rey               | Jean Rey (1902–1983)                | 6 juli 1967 – 1 juli 1970            | PVV              | RE                        | Rey             | Liberalisme                      | België                   |
| 3     |                  | Franco Maria Malfatti  | Franco Maria Malfatti (1927–1991)   | 1 juli 1970 – 21 maart 1972          | DC               | EVP                       | Malfatti        | Rechts / Conservatisme           | Italië                   |
| 4     |                  | Sicco Mansholt         | Sicco Mansholt (1908–1995)          | 21 maart 1972 – 5 januari 1973       | PvdA             | PES                       | Mansholt        | Centrumlinks / Sociaaldemocratie | Nederland                |
| 5     |                  | Francois Xavier Ortoli | François- Xavier Ortoli (1925–2007) | 6 januari 1973 – 5 januari 1977      | UDR              | EVP                       | Ortoli          | Rechts / Conservatisme           | Frankrijk                |
| 6     |                  | Roy Jenkins            | Roy Jenkins (1920–2003)             | 6 januari 1977 – 5 januari 1981      | Labour           | PES                       | Jenkins         | Centrumlinks / Sociaaldemocratie | Verenigd Koninkrijk      |
| 7     |                  | Gaston Thorn           | Gaston Thorn (1928–2007)            | 6 januari 1981 – 5 januari 1985      | DP               | RE                        | Thorn           | Liberalisme                      | Luxemburg                |
| 8     |                  | Jacques Delors         | Jacques Delors (1925–2023)          | 6 januari 1985 – 22 januari 1995     | PS               | PES                       | Delors I        | Centrumlinks / Sociaaldemocratie | Frankrijk                |
| 8     | Delors II        | Jacques Delors         | Jacques Delors (1925–2023)          | 6 januari 1985 – 22 januari 1995     | PS               | PES                       |                 | Centrumlinks / Sociaaldemocratie | Frankrijk                |
| 8     | Delors III       | Jacques Delors         | Jacques Delors (1925–2023)          | 6 januari 1985 – 22 januari 1995     | PS               | PES                       |                 | Centrumlinks / Sociaaldemocratie | Frankrijk                |
| 9     |                  | Jacques Santer         | Jacques Santer (1937)               | 23 januari 1995 – 19 juli 1999       | CSV              | EVP                       | Santer          | Rechts / Conservatisme           | Luxemburg                |
| [ 3 ] |                  | Manuel Marin           | Manuel Marín (1949–2017)            | 19 juli 1999 – 15 september 1999     | PSOE             | PES                       | Santer          | Centrumlinks / Sociaaldemocratie | Spanje                   |
| 10    |                  | Romano Prodi           | Romano Prodi (1939)                 | 15 september 1999 – 22 november 2004 | DP               | PES                       | Prodi           | Centrumlinks / Sociaaldemocratie | Italië                   |
| 11    |                  | Jose Manuel Barroso    | José Manuel Barroso (1956)          | 22 november 2004 – 1 november 2014   | PSD              | EVP                       | Barroso I       | Rechts / Conservatisme           | Portugal                 |
| 11    | Barroso II       | Jose Manuel Barroso    | José Manuel Barroso (1956)          | 22 november 2004 – 1 november 2014   | PSD              | EVP                       |                 | Rechts / Conservatisme           | Portugal                 |
| 12    |                  | Jean-Claude Juncker    | Jean-Claude Juncker (1954)          | 1 november 2014 – 1 december 2019    | CSV              | EVP                       | Juncker         | Rechts                           | Luxemburg                |
| 13    |                  | Ursula von der Leyen   | Ursula von der Leyen (1958)         | 1 december 2019 – heden              | CDU              | EVP                       | Von der Leyen I | Rechts                           | Duitsland                |
| 13    | Von der Leyen II | Ursula von der Leyen   | Ursula von der Leyen (1958)         | 1 december 2019 – heden              | CDU              | EVP                       |                 | Rechts                           | Duitsland                |